# Trnava (Boharyně)
Trnava (německy Tirnau) je malá vesnice, část obce Boharyně v okrese Hradec Králové. Nachází se asi 2 km na jihozápad od Boharyně. V roce 2009 zde bylo evidováno 44 adres. V roce 2001 zde trvale žilo 109 obyvatel.
Trnava je také název katastrálního území o rozloze 4,55 km2.